# Parque nacional Las Victorias
El parque nacional Las Victorias es un área protegida que se encuentra en el departamento de Alta Verapaz, en el país centroamericano de Guatemala, en las afueras del noroeste de la ciudad de Cobán (15.477182 °N 90.381775 °O). Anteriormente una finca adquirida a mediados del siglo XIX por el belga caficultor Julio Rossignon, Las Victorias fue designada como parque nacional en el año 1980. El parque cubre un área de 82 hectáreas, y está gestionado por el Instituto Nacional de Bosques (INAB).